# Ura peach girl
Ura peach girl (裏ピーチガール, Ura pichi garu) un shōjo manga de Miwa Ueda, prépublié dans le magazine Bessatsu Friend de l'éditeur Kōdansha entre 2005 et 2006, et compilé en trois tomes. Le manga est édité en France par Panini dans la collection Génération comics.
Il s'agit de la suite du manga Peach Girl.

## Synopsis
Cette suite met en scène le personnage de Sae Kashiwagi, et son année de Terminale redoublée. Elle n'acceptera pas son sort et tentera d'échapper à la réalité en se rendant à la faculté, ou encore en tentant de redevenir mannequin ; ainsi, on découvrira dans 'Ura peach girl un tout nouveau personnage et ami d'enfance de Sae, Kanji Sawatari (surnommé Saru), qui est d'ailleurs amoureux de cette dernière.